# 남궁침
남궁 침(南宮忱, 1513년 ~ 1573년)은 조선의 문신이다. 본관은 함열(咸悅). 자는 성중(誠仲)이다. 벼슬은 한성부판윤과 형조참판(刑曹參判) 등을 역임하였다.

## 생애
1537년(중종 32) 생원시에 합격하고, 1540년(중종 35) 별시 문과에 병과로 급제하였다.
1544년(중종 39) 사간원정언(司諫院正言)에 제수되었고, 1546년(명종 1) 사헌부지평(司憲府持平)을 거쳐 사간원 헌납(司諫院獻納)을 역임하였다.
아버지인 남궁익(南宮翼)이 동복현감(同福縣監)으로 있었는데 1548년 1월에 조강(朝講)에서 지평(持平)으로서 아뢰기를 "소신이 세전(歲前)에 근친(覲親)할 일로 전라도를 다녀왔습니다. 호남(湖南)은 본디 풍요한 땅이었는데도 근래에 흉년이 계속되어 백성들의 곤폐함이 극에 달했습니다. 지난 해의 수재(水災)는 전고에 없던 큰 재변이라 수확할 곡식이 전혀 없었으므로 백성들이 초가을도 나지 못하고 사방으로 떠돌아 안접(安接)한 자가 거의 없습니다. 수령(守令)은 반드시 조곡(糶穀)을 거두어 놓아야만 종자(種子)와 구황(救荒)에 대비할 수 있기 때문에 예(例)에 따라서 거두는 자도 있고, 혹은 독책해서 징수하는 자도 있어, 백성들이 모두 재화를 모조리 팔아 어렵게 그것을 마련해 내고는 더더욱 생활을 영위할 수가 없어 영원히 실업인(失業人)이 되어 버리는 상태입니다. 금년 봄의 종자는 대개 이미 거두어 놓은 곡식을 가지고 그런대로 공급할 수 있겠으나, 진구(賑救)하는 일은 어떻게 해야겠습니까? 목화[綿花]도 열매를 맺지 못하여 겨울옷을 준비하지 못하였으니, 추위에 얼고 굶주리다 병이 나서 서로 전염된다면 죽는 자 또한 얼마가 될지 모를 일입니다. 진구하는 방책은 참으로 조금도 늦추어서는 안됩니다."라고 말했다.
1548년(명종 3) 홍문관 수찬(修撰)으로서 강원도 암행어사로 파견되어 구황을 잘하는지의 여부와 농사의 형편을 살폈다. 또한 홍문관 수찬 지제교 겸 경연 검토관(行弘文館修撰知製敎兼經筵檢討官)으로서 『중종실록』 편찬에 기사관(記事官)으로 참여하였다.
이어 이조좌랑과 부응교(副應敎) 등을 지내고, 1550년 사헌부 장령(司憲府掌令)이 되었다. 1552년 홍문관전한을 지내고, 경상도 어사로 파견되었으며, 홍문관 직제학을 거쳐 1553년 승정원 좌승지에 올랐다.
1557년 동지중추부사(同知中樞府事)가 되고, 1558년 진위사로 명나라에 다녀온 후 장례원판결사와 개성부유수를 역임하였다.
1563년(명종 18) 한성부우윤과 한성부좌윤을 지내고, 형조 참판(刑曹參判)에 올랐다.
1564년 전라도 관찰사로 나갔다가 1565년 다시 형조 참판을 지내고, 함경도 관찰사로 나갔다. 1566년 한성부판윤이 되었다. 1567년 명종의 승하시 부총관으로서 치안을 담당하였고, 선조가 즉위했을 때 형조참판으로 재직하였다.

## 가족
- 할아버지 : 남궁찬(南宮璨)
  - 아버지 : 남궁익(南宮翼)
  - 숙부 : 남궁숙(南宮淑)
- 외할아버지 : 김인각(金麟角)
  - 어머니 : 연안 김씨(延安 金氏)
    - 형 : 남궁희(南宮憘)
    - 제 : 남궁개(南宮愷)

  - 처부 : 허윤관(許允寬)
    - 배우자 : 양천 허씨(陽川 許氏)